# Aspen (biograf)
Aspen är en biograf på Hägerstensvägen 100A i Aspudden, Stockholm. Byggnaden där biografen ligger uppfördes 1940 av Centrumfastigheter och ritades redan då med en biograf i nedre plan. Det skulle dock dröja till den 1 september 1952 innan en verksamhet inleddes i lokalerna då Axel Ström som drev Apollo-biograferna gjorde biografen till en del av sin kedja. När biografen öppnade 1952 var det den första privata biografen som etablerats i Stockholm sedan 1943. Aspen var modernt utformad med stor parkett med 300 platser och saknade balkong. För inredningen stod arkitekterna Sten Samuelson och N Bonner samt inredningsfirman Tore Fridell. Verksamheten lades ner redan efter 9 år i maj 1961.
Efter nedläggningen av biografen användes lokalen först som olika typer av lager för att under 1970- och 80-talet tas över av Spårvägens Bordtennis och användas som träningshall. Här tränade då bland andra J-O Waldner regelbundet.
Sedan 2019 är Aspen återigen en biograf och ett lokalt kulturhus. Efter initiativ av Aron Junker, Victor Marx och Ulf Slotte har lokalerna genomgått en omfattande renovering och är idag en fullt utrustad digital biograf med två salonger, scen och bistro.